# Bagnell-dæmningen
38°12′09″N 92°37′35″V / 38.20250°N 92.62639°V
Bagnell-dæmningen, også kendt som Osage-dæmningen, er en dæmning over Osage River som danner Ozarksøen, og giver kraft til Osage vandkraftværk , beliggende i Miller County, midt i delstaten Missouri i USA. Dæmningen er 775 m lang og 45 m høj, bygget af beton. Reservoiret Ozarksøen (Lake of the Ozarks) var med sine 223 km² den største kunstige sø i USA da anlægget blev bygget under depressionen 1929-31. Reservoiret er også delstatens største sø. Dæmningen er på listen National Register of Historic Places i USA.
Kraftværket har en installeret produktionskapacitet på 215 MW, fordelt på otte turbiner.